# Horst Schulmann
Horst Schulmann (* 13. April 1933 in Frankfurt am Main; † 24. November 1994 ebenda) war ein  deutscher Ökonom und Ministerialbeamter. Er war von 1980 bis 1982 Staatssekretär im Bundesministerium der Finanzen.

## Leben

### Ausbildung
Schulmann wuchs in seiner Geburtsstadt Frankfurt am Main auf und legte dort 1952 die Reifeprüfung ab. Anschließend studierte er Volkswirtschaftslehre und war nach Ablegen des Diplomexamens im Jahr 1958 von 1959 bis 1965 wissenschaftlicher Assistent an der Rechts- und Wirtschaftswissenschaftlichen Fakultät der Universität des Saarlandes, wo er im Jahr 1964 zudem zum Dr. rer. pol. promoviert wurde.

### Laufbahn
Nach seiner Promotion begann er seinen Berufsweg 1965 als Vorstandsassistent in einem Unternehmen der Montanindustrie. Im Anschluss war er von 1967 bis 1969 Generalsekretär des Sachverständigenrates zur Begutachtung der gesamtwirtschaftlichen Entwicklung. Danach führte es ihn 1970 beruflich nach Washington, D.C., wo er für die Internationale Bank für Wiederaufbau und Entwicklung arbeitete. Schulmann, zuletzt in der Position eines Abteilungsleiters, wechselte Ende 1975 als Direktor der Generaldirektion Wirtschaft und Finanzen zur Europäischen Kommission nach Brüssel.
Im Juli 1977 kehrte er in die Bundesrepublik Deutschland zurück und wurde im Bundesministerium der Finanzen Leiter der Abteilung „I – Grundsatzfragen der Finanzpolitik, Finanzpolitische Fragen einzelner Bereiche“. Bundeskanzler Helmut Schmidt (SPD) holte Schulmann im März 1978 als Ministerialdirektor und Leiter der Abteilung für Wirtschafts-, Finanz- und Sozialpolitik in das Bundeskanzleramt. Dort traf Schulmann wichtige Vorbereitungen für das Europäische Währungssystem (EWS) und brachte es maßgeblich mit auf den Weg. Im Dezember 1980 wurde Schulmann unter Bundesminister Hans Matthöfer (SPD) zum Staatssekretär im Bundesministerium der Finanzen ernannt. Er folgte auf Staatssekretär Manfred Lahnstein, welcher Chef des Bundeskanzleramtes wurde. Schulmann blieb auch weiterhin persönlicher Beauftragter des Bundeskanzlers für die Vorbereitung der Wirtschaftsgipfel. Nach dem Regierungswechsel im Jahr 1982 und der damit verbundenen Bildung des Kabinetts Kohl I wurde Gerhard Stoltenberg (CDU) neuer Bundesminister der Finanzen und Schulmann, der der SPD angehörte, wurde am 31. Oktober 1982 in den einstweiligen Ruhestand versetzt. Sein Nachfolger wurde Staatssekretär Hans Tietmeyer.
Schulmann blieb auch weiterhin aktiv. Nach Ausscheiden aus dem Staatsdienst betätigte er sich als ökonomischer Berater Helmut Schmidts in einem Büro der Körber-Stiftung. Danach war er von März 1984 Deputy Managing Director des Institute of International Finance (IIF) in Washington. Anfang 1978 wurde er geschäftsführender Direktor des Instituts. Im Oktober 1992 übernahm er auf Vorschlag des Wirtschaftsministers Ernst Welteke (SPD) die Leitung der Hessischen Landeszentralbank in Frankfurt.

### Partei und Familie
Horst Schulmann trat Mitte der 70er Jahre in die Sozialdemokratische Partei Deutschlands ein.
Er war verheiratet und hinterließ zwei Kinder. Aufgrund einer Krebserkrankung verstarb er. In Frankfurt am Main gibt es eine Horst-Schulmann-Straße, die nach ihm benannt ist.